# Wu Wenxiong
Wu Wenxiong (né le 11 février 1981) est un haltérophile chinois.

## Carrière
Wu Wenxiong participe aux Jeux olympiques de 2000 à Sydney et remporte la médaille d'argent dans la catégorie des poids -56 kg.